# Międzynarodówka (album)
Międzynarodówka – pierwsza płyta zespołu Aurora nagrana latem 1988 roku w Izabelin Studio. Oficjalnie wydana w 2004 przez wydawnictwo Pop Noise. Na płycie znajduje się 12 kompozycji zaśpiewanych w kilku różnych językach.

## Lista utworów
źródło:.
1. „Wszyscy przeciw wszystkim”
2. „Budować mur chiński, burzyć mur berliński”
3. „Świnie”
4. „Nie żyję”
5. „Międzynarodówka cz.1”
6. „Proletariusze”
7. „Anioł”
8. „Chwała”
9. „Międzynarodówka cz.2”
10. „Polska po polsku”
11. „Wszyscy przeciw wszystkim”
12. „Rozmowa”
13. „Nie żyję”

## Skład
źródło:.
- Piotr Wallach – gitara
- Jacek Pałys – klawisze
- Roman Rzucidło – wokal
- Maciej Miernik – gitara basowa

gościnnie
- Beata Sawicka – wokale
- Krzysztof „Banan” Banasik – waltornia